# Valeggio sul Mincio
Valeggio sul Mincio is een gemeente in de Italiaanse provincie Verona (regio Veneto) en telt 14.175 inwoners (31-12-2009). De oppervlakte bedraagt 63,9 km², de bevolkingsdichtheid is 221 inwoners per km².
De volgende frazioni maken deel uit van de gemeente: Salionze, Borghetto, Vanoni e Remelli.

## Demografie
Valeggio sul Mincio telt ongeveer 5.709 huishoudens. Het aantal inwoners steeg in de periode 1991-2001 met 17,3% volgens cijfers uit de tienjaarlijkse volkstellingen van ISTAT.
| Jaar | Inwoneraantal |
| ---- | ------------- |
| 1991 | 9.329         |
| 2001 | 10.941        |
| 2009 | 14.175        |

## Geografie
De gemeente ligt op ongeveer 88 m boven zeeniveau.
Valeggio sul Mincio grenst aan de volgende gemeenten: Castelnuovo del Garda, Marmirolo (MN), Monzambano (MN), Mozzecane, Peschiera del Garda, Ponti sul Mincio (MN), Roverbella (MN), Sommacampagna, Sona, Villafranca di Verona, Volta Mantovana (MN).
Op de rivier de Mincio lieten de Visconti's uit Milaan een dam opwerpen; dit werd de latere brug Ponte Visconteo.

## Geboren
- Ivana Spagna (16 december 1956) Zangeres o.a. bekend van Call Me & Easy Lady

## Foto's

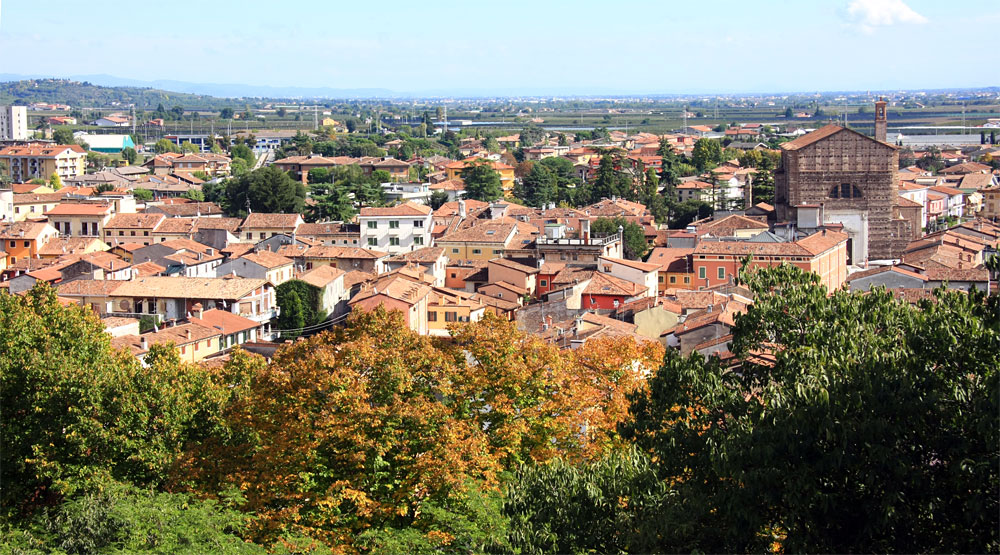
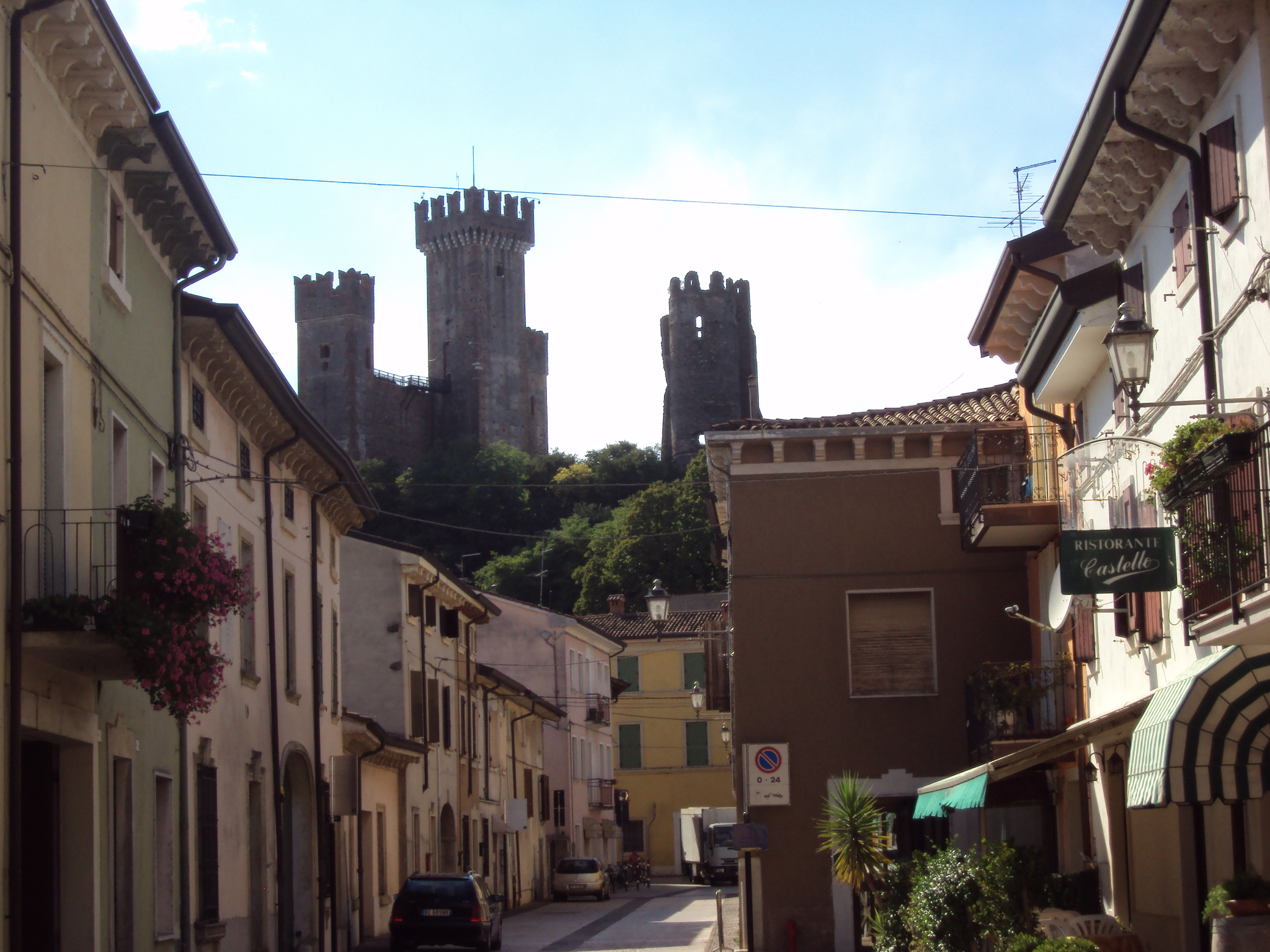
Burcht Scaligero (Valeggio sul Mincio)
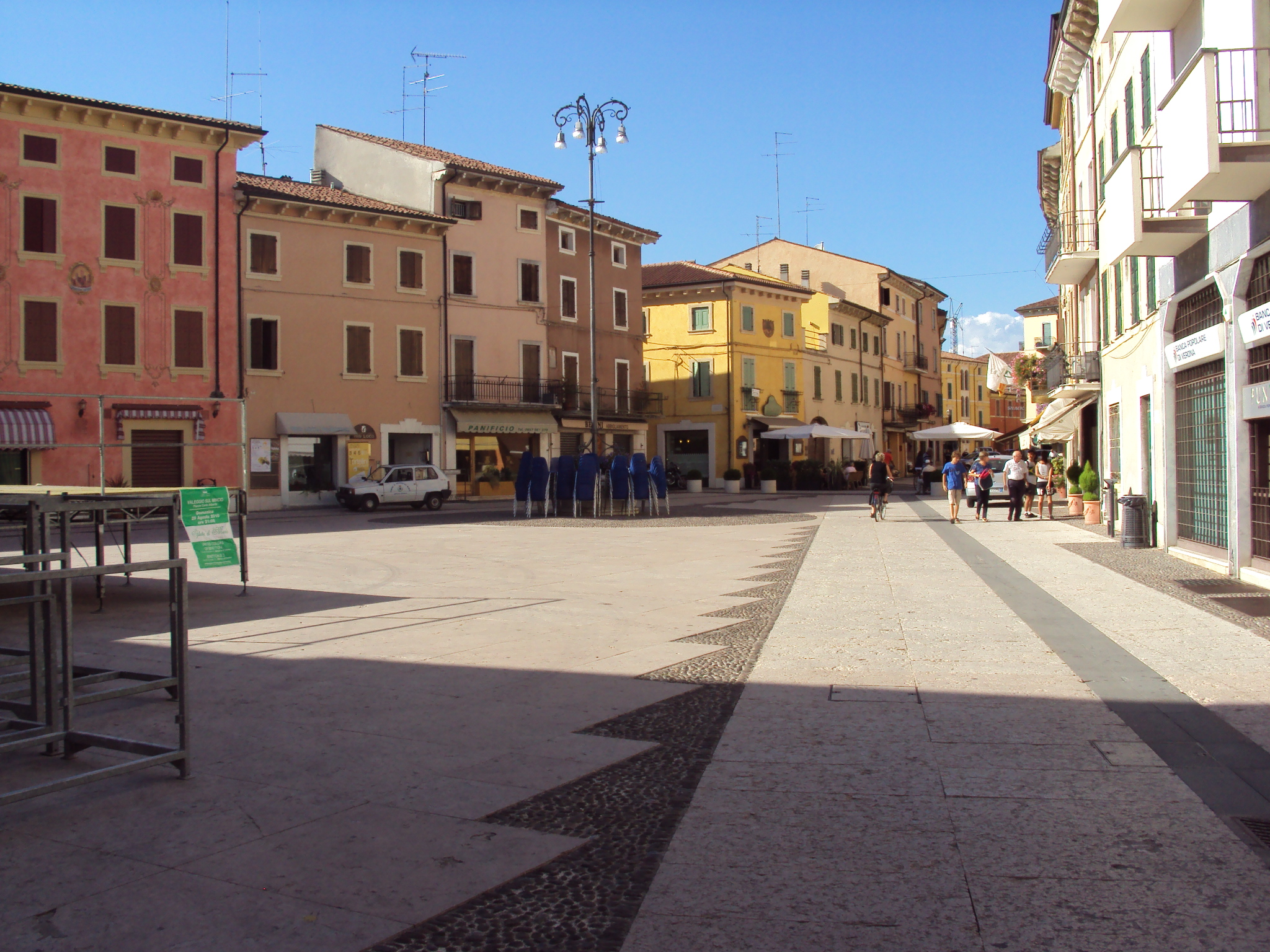
Centrum Valeggio sul Mincio

Affi · Albaredo d'Adige · Angiari · Arcole · Badia Calavena · Bardolino · Belfiore · Bevilacqua · Bonavigo · Boschi Sant'Anna · Bosco Chiesanuova · Bovolone · Brentino Belluno · Brenzone · Bussolengo · Buttapietra · Caldiero · Caprino Veronese · Casaleone · Castagnaro · Castel d'Azzano · Castelnuovo del Garda · Cavaion Veronese · Cazzano di Tramigna · Cerea · Cerro Veronese · Cologna Veneta · Colognola ai Colli · Concamarise · Costermano · Dolcè · Erbezzo · Erbè · Ferrara di Monte Baldo · Fumane · Garda · Gazzo Veronese · Grezzana · Illasi · Isola Rizza · Isola della Scala · Lavagno · Lazise · Legnago · Malcesine · Marano di Valpolicella · Mezzane di Sotto · Minerbe · Montecchia di Crosara · Monteforte d'Alpone · Mozzecane · Negrar · Nogara · Nogarole Rocca · Oppeano · Palù · Pastrengo · Pescantina · Peschiera del Garda · Povegliano Veronese · Pressana · Rivoli Veronese · Ronco all'Adige · Roncà · Roverchiara · Roveredo di Guà · Roverè Veronese · Salizzole · San Bonifacio · San Giovanni Ilarione · San Giovanni Lupatoto · San Martino Buon Albergo · San Mauro di Saline · San Pietro di Morubio · San Pietro in Cariano · San Zeno di Montagna · Sanguinetto · Sant'Ambrogio di Valpolicella · Sant'Anna d'Alfaedo · Selva di Progno · Soave · Sommacampagna · Sona · Sorgà · Terrazzo · Torri del Benaco · Tregnago · Trevenzuolo · Valeggio sul Mincio · Velo Veronese · Verona · Veronella · Vestenanova · Vigasio · Villa Bartolomea · Villafranca di Verona · Zevio · Zimella
1. ↑  https://demo.istat.it/?l=it.